# Felix Otto
Pour les articles homonymes, voir Otto.
Felix Otto (né le 19 mai 1966 à Munich) est un mathématicien et professeur allemand.

## Formation et carrière
Après des études de mathématiques à l'université de Bonn, il obtient son doctorat en 1993 sous la supervision de Stephan Luckhaus (de). De 1995 à 1997, il est chercheur invité au Courant Institute of Mathematical Sciences de l'université de New York et à l'université Carnegie-Mellon, aux États-Unis. En 1997, il est nommé professeur assistant à l'université de Californie à Santa Barbara, où il obtient en 1998, une chaire titulaire. En 1999, il obtient une chaire de professeur de mathématiques appliquées (catégorie C4) à l'université de Bonn. Depuis le 1er mai 2010, il est l'un des administrateurs de l'Institut Max-Planck de mathématiques dans les sciences de Leipzig.

## Travaux
Ses recherches concernent principalement le domaine des équations aux dérivées partielles. Il était, jusqu'en 2007, le porte-parole du projet de recherche 611 « Phénomènes singuliers et mise à l'échelle dans les modèles mathématiques » et il est, depuis lors, coordinateur du Centre Hausdorff pour les mathématiques, créé dans le cadre de l'Initiative d'excellence allemande. Il a laissé son nom au Otto-Calcul, « des inéquations fondamentales de l'analyse conçues de manière très simple à comprendre ».
Ses travaux avec Cédric Villani incluent en particulier des applications de la théorie du transport optimal à la géométrie différentielle.

## Prix et distinctions
En 1998 Felix Otto a reçu une bourse Sloan. En 2001, il a reçu le prix de recherche Max-Planck. 2002, il a été conférencier invité au Congrès international des mathématiciens à Pékin (Cross-over in scaling laws: a simple example from micromagnetics). En 2006, il est lauréat du prix Gottfried-Wilhelm-Leibniz. En 2007 Otto reçoit le prix Collatz pour l'excellence de ses recherches dans le domaine des mathématiques appliquées. En 2008, il a prononcé un discours en séance plénière lors du Congrès européen de mathématiques à Amsterdam (Pattern formation and partial differential equations), et en 2009, il est lauréat de la Conférence Gauss. En 2017, il est lauréat de la médaille Blaise Pascal (de).
Il est élu membre de l'Académie des sciences et des arts de Rhénanie-du-Nord-Westphalie en 2007, et membre de l'Académie Léopoldine en 2008 ; en 2014 il devient membre de l'Académie des sciences de Berlin-Brandebourg, et en 2015 il est élu à l'Academia Europaea.